# Ісалько (Сальвадор)
Ісалько (ісп. Izalco), також Іцальку (піпіль Itzalku) — місто і муніципалітет у департаменті Сонсонате, республіки Ель-Сальвадор. Поряд з містом розташований вулкан Ісалько, що є символом Ель-Сальвадору.

## Топонім
Згідно історику Хорхе Ларде і Ларін назва походить від піпіль itz (обсидіан), cali (будинок) і ku (земля), що перекладається як місто обсидіанових будинків.
Інша версія говорить, що Ісалько має інші значення такі як «в обсидіанових пісках», «земля безсоння і каяття» — від itz- обсидіан, shal — пісок, ku — земля і cali — будинок.

## Історія
Згідно з історичними відомостями від Хуана Торквемади останній правитель міста Тула, що вижив Акцітль Кецакоатль II прибув до Центральної Америки після занепаду тольтецької культури в долині Анауак. Там він заснував місто Ескуїнтла, а згодом Тепкан-Іцальку, а вже потім було засновано Кускатан. Однак точна хронологія лишається невідомою. Дослідження вчених визначають період прибуття з різними міграційними хвилями з 900 по 1500 рік.
Краще з'ясовано, що жителі Ісалько були одним з чотирьох груп юто-ацтеків, що поселились у регіоні поряд з кускатлеками, нонуальку та масауа.